# Lissonota aziba
Lissonota aziba är en stekelart som beskrevs av Ugalde och Ian D. Gauld 2002. Lissonota aziba ingår i släktet Lissonota och familjen brokparasitsteklar. Inga underarter finns listade i Catalogue of Life.